# Drepanoctonus auritus
Drepanoctonus auritus är en stekelart som beskrevs av Chiu 1962. Drepanoctonus auritus ingår i släktet Drepanoctonus och familjen brokparasitsteklar. Inga underarter finns listade i Catalogue of Life.